# 萱場順治
萱場 順治（かやば じゅんじ、1891年（明治24年）12月14日 - 1967年（昭和42年）4月1日）は、昭和時代前期の官吏。東京市京橋区長、本郷区長、麹町区長、日本橋区長。

## 経歴
萱場留治の長男として宮城県に生まれる。内務省に入り、1921年（大正10年）東京市に転じる。監査局勤務、財務局収納課長、職員課長を経て、1936年（昭和11年）7月、京橋区長に就任。翌年11月まで務めた。
ついで土木局庶務課長、国民精神総動員実行部長、産業局北京出張所長を経て、1940年（昭和15年）本郷区長となり、同年12月26日に麹町区長に転じ、1942年（昭和17年）9月3日まで務めた。さらに1943年（昭和18年）6月、日本橋区長に就任し、1945年（昭和20年）12月まで在任した。
1967年（昭和42年）4月1日、食道癌のため死去、享年75歳。4月7日、従四位勲三等瑞宝章が贈られる。墓所は多磨霊園。